# Trzeci Doktor

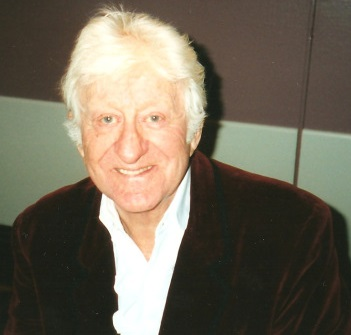
Jon Pertwee, odtwórca roli Trzeciego Doktora

Trzeci Doktor (ang. Third Doctor) – postać fikcyjna związana z brytyjskim serialem science-fiction pt. Doktor Who, w którą wcielił się Jon Pertwee. Postać pojawiała się w serialu regularnie w latach 1970-1974 (co łącznie składa się na pięć sezonów) oraz gościnnie w historiach The Five Doctors z 1983 i Dimensions in Time z 1993.

## Opis postaci
Postać jest trzecim wcieleniem tytułowej postaci serialu, Doktora. Trzeci Doktor wyróżniał się od innych swoich wcieleń, tym, że był silnie związany z UNIT-em. Wątek związany w jakiś sposób z tą organizacją pojawia się niemalże w każdym odcinku. Dwóch towarzyszy, Liz oraz Jo, trzeci Doktor uzyskał dzięki UNIT-owi.
Trzeci Doktor tak jak inne wcielenia podróżuje TARDIS-em oraz walczy z przeciwnikami. Podczas swoich podróży Doktor spotyka wrogów, znanych także z poprzednich historii, np. Daleków, mimo to głównym wrogiem dla tego wcielenia staje się nowy przeciwnik – Mistrz. Pod koniec swojej kadencji Doktor napotyka się również na Sontarianów, którzy w późniejszych historiach okazują się przeciwnikiem równym Cybermenom czy Dalekom. 
Trzeciemu Doktorowi towarzyszyły jedynie trzy kobiety. Pierwszą z nich jest Elizabeth "Liz" Shaw, członkini UNITu. Jo Grant, druga towarzyszka, również była członkinią UNIT-u, była asystentką Doktora przez 3 sezony. Trzecia towarzyszka to dziennikarka Sara Jane Smith, która była obecna wraz z Brygadierem podczas regeneracji. Czasami do towarzyszy Trzeciego Doktora zalicza się również Brygadiera Lethbridge-Stewarta, kapitana Mike Yatesa oraz sierżanta Bentona.

## Występy

### Telewizyjne
| Historia                                | Data premiery     | Data premiery     | Źródło         |
| Historia                                | Pierwszy odcinek  | Ostatni odcinek   | Źródło         |
| Sezon 7 (1970)                          | Sezon 7 (1970)    | Sezon 7 (1970)    | Sezon 7 (1970) |
| --------------------------------------- | ----------------- | ----------------- | -------------- |
| Spearhead from Space                    | 3 stycznia 1970   | 24 stycznia 1970  | [ 5 ] [ 6 ]    |
| Doctor Who and the Silurians            | 31 stycznia 1970  | 14 marca 1970     | [ 7 ] [ 8 ]    |
| The Ambassadors of Death                | 21 marca 1970     | 2 maja 1970       | [ 9 ] [ 10 ]   |
| Inferno                                 | 9 maja 1970       | 20 czerwca 1970   | [ 11 ] [ 12 ]  |
| Sezon 8 (1971)                          |                   |                   |                |
| Terror of the Autons                    | 2 stycznia 1971   | 23 stycznia 1971  | [ 13 ] [ 14 ]  |
| The Mind of Evil                        | 30 stycznia 1971  | 6 marca 1971      | [ 15 ] [ 16 ]  |
| The Claws of Axos                       | 13 marca 1971     | 3 kwietnia 1971   | [ 17 ] [ 18 ]  |
| Colony in Space                         | 10 kwietnia 1971  | 15 maja 1971      | [ 19 ] [ 20 ]  |
| The Dæmons                              | 22 maja 1971      | 19 czerwca 1971   | [ 21 ] [ 22 ]  |
| Sezon 9 (1972)                          |                   |                   |                |
| Day of the Daleks                       | 1 stycznia 1972   | 22 stycznia 1972  | [ 23 ] [ 24 ]  |
| The Curse of Peladon                    | 29 stycznia 1972  | 19 lutego 1972    | [ 25 ] [ 26 ]  |
| The Sea Devils                          | 26 lutego 1972    | 1 kwietnia 1972   | [ 27 ] [ 28 ]  |
| The Mutants                             | 8 kwietnia 1972   | 13 maja 1972      | [ 29 ] [ 30 ]  |
| The Time Monster                        | 20 maja 1972      | 24 czerwca 1972   | [ 31 ] [ 32 ]  |
| Sezon 10 (1972-1973)                    |                   |                   |                |
| The Three Doctors                       | 30 grudnia 1972   | 20 stycznia 1973  | [ 33 ] [ 34 ]  |
| Carnival of Monsters                    | 27 stycznia 1973  | 17 lutego 1973    | [ 35 ] [ 36 ]  |
| Frontier in Space                       | 24 lutego 1973    | 31 marca 1973     | [ 37 ] [ 38 ]  |
| Planet of the Daleks                    | 7 kwietnia 1973   | 12 maja 1973      | [ 39 ] [ 40 ]  |
| The Green Death                         | 19 maja 1973      | 23 czerwca 1973   | [ 41 ] [ 42 ]  |
| Sezon 11 (1973-1974)                    |                   |                   |                |
| The Time Warrior                        | 15 grudnia 1973   | 5 stycznia 1974   | [ 43 ] [ 44 ]  |
| Invasion of the Dinosaurs               | 12 stycznia 1974  | 16 lutego 1974    | [ 45 ] [ 46 ]  |
| Death to the Daleks                     | 23 lutego 1974    | 16 marca 1974     | [ 47 ] [ 48 ]  |
| The Monster of Peladon                  | 23 marca 1974     | 27 kwietnia 1974  | [ 49 ] [ 50 ]  |
| Planet of the Spiders                   | 4 maja 1974       | 8 czerwca 1974    | [ 51 ] [ 52 ]  |
| Specjalny na 20-lecie istnienia serialu |                   |                   |                |
| The Five Doctors                        | 23 listopada 1983 | 23 listopada 1983 | [ 2 ] [ 53 ]   |
| Specjalny na 30-lecie istnienia serialu |                   |                   |                |
| Dimensions in Time                      | 26 listopada 1993 | 27 listopada 1993 | [ 3 ] [ 54 ]   |